# トマス・マンセル (第2代マンセル男爵)
第2代マンセル男爵トマス・マンセル（英語: Thomas Mansel, 2nd Baron Mansel、1720年ごろ – 1744年1月29日）は、グレートブリテン貴族。

## 生涯
ロバート・マンセル閣下（1723年4月29日没、初代マンセル男爵トマス・マンセルの長男）とアン・ショヴェル（Anne Shovell、サー・クラウズリー・ショヴェルの娘）の息子として生まれた。1723年12月10日に祖父が死去すると、マンセル男爵位を継承した。
1736年6月5日、オックスフォード大学クライスト・チャーチに入学した。
1744年1月29日に生涯未婚のまま死去、2月3日にクレイフォードで埋葬された。叔父クリストファーが爵位を継承した。